# Baruch S. Blumberg
Baruch Samuel Blumberg (Brooklyn, New York 28. srpnja, 1925. — Mountain View, Kalifornija, 5. travnja 2011.) bio je američki znanstvenik koji je 1976.g. dobio Nobelovu nagradu za fiziologiju ili medicinu za otkrića u vezi s novi mehanizmima izvora i širenja zaraznih bolesti. Zaslužan je za otkriće virusa Hepatitis B, i kasnije za razvoj dijagnostičkog testa za otkrivanje zaraze i cijepiva. 

## Vanjske poveznice
- (engl.) Nobelova nagrada - životopis